# Новокаменский сельсовет (Оренбургская область)
Новокаменский сельсовет — сельское поселение в Ташлинском районе Оренбургской области Российской Федерации.
Административный центр — село Новокаменка.

## История
Статус и границы сельского поселения установлены Законом Оренбургской области от 2 сентября 2004 года № 1424/211-III-ОЗ «О наделении муниципальных образований Оренбургской области статусом муниципального района, городского округа, городского поселения, установлении и изменении границ муниципальных образований».

## Население
| 2010  | 2012  | 2013  | 2014  | 2015  | 2016  | 2017  | 2018  | 2019  |
| ----- | ----- | ----- | ----- | ----- | ----- | ----- | ----- | ----- |
| 1333  | ↘1321 | ↘1280 | ↘1265 | ↘1225 | ↘1206 | ↘1176 | ↘1149 | ↘1123 |
| 2020  | 2021  |       |       |       |       |       |       |       |
| ↘1110 | ↘1084 |       |       |       |       |       |       |       |

## Состав сельского поселения
| № | Населённый пункт | Тип населённого пункта       | Население |
| - | ---------------- | ---------------------------- | --------- |
| 1 | Буренино         | село                         | 343       |
| 2 | Новокаменка      | село, административный центр | 630       |
| 3 | Новосельное      | село                         | 130       |
| 4 | Широкое          | село                         | 230       |